# Zerge-csúcs
A Zerge-csúcs a Fogarasi-havasokban található, magassága 2494 méter. Tövében a Zerge-tó található. Könnyen megközelíthető a Bâlea-tótól a Zerge-nyergen keresztül.

## Megközelíthetőség
- Bâlea tó – Zerge-nyereg
- Capra menedékház – Zerge-tó
- Zerge-tó – Vânătoarea lui Buteanu